# Club Deportivo Argentino (Monte Maíz)
El Club Deportivo Argentino, conocido como Argentino de Monte Maíz o simplemente Argentino, es una entidad deportiva argentina, cuya actividad principal es el fútbol masculino, afincada en esa localidad de la provincia de Córdoba. Actualmente disputa el Torneo Federal A, tercera división del fútbol argentino para los clubes indirectamente afiliados a la AFA.
Durante su historia, el club se ha destacado en el fútbol, en donde se consagró en un total de once ocasiones en la Liga Regional de Fútbol Adrián Beccar Varela, siendo el cuarto equipo con más campeonatos ganados de esta competencia. A nivel Nacional ganó el Torneo Regional Federal Amateur 2021-22 con el cual ascendió a la tercera división.Junto con Lambert protagoniza el clásico de Monte Maíz.
Los colores que lo identifican son el blanco con franjas azules, con los cuales fueron diseñados el escudo y la casaca deportiva. Es propietario del estadio Modesto Marrone, que cuenta con una capacidad para 5500 espectadores.
Además del fútbol, Argentino cuenta con otras disciplinas: básquet, vóley, tenis, gimnasia artística y patín.
Su clásico rival es Lambert, ya que ambos son los dos de Monte Maíz.

## Historia
Fue fundado el 18 de noviembre de 1925 por un grupo de dirigentes y deportistas escindidos del Club Atlético Lambert, que coincidían en la necesidad de crear una nueva institución en el pueblo. Su primer presidente fue Ramón Pereyra Domínguez.
En sus comienzos se llamó Club Atlético Nacional y en 1934, cumpliendo con disposiciones del Poder Ejecutivo de la Nación que prohibían el uso del nombre Nacional en instituciones, adoptó su denominación actual, en asamblea del 17 de junio y por moción del socio Antonio Dalmagro. Sus colores originarios fueron el blanco con una franja diagonal azul eléctrico, y en noviembre de 1931 cambió al celeste (o azul) y blanco a rayas verticales, que lo identifica de ahí en más.
En la liga Beccar Varela logró once títulos con las consagraciones de 1969, 1991, 1993, 1996, 2006, Apertura 2015, Clausura 2016, Apertura 2017, Clausura 2019, Apertura 2022 y Apertura 2023. Antes de conseguir su primer título en la Beccar, se quedó con el campeonato del Circuito N.º 3 de la liga de Río Cuarto en 1929, mientras que en 1958 ganó el Torneo Interprovincial ligas Chañarense y Regional del Sur.
El 20 de junio de 1986 marcó un hito en la región al inaugurar el estadio Monte Maíz con capacidad para 3500 espectadores. En 1992 fue campeón del Torneo Interligas, también conocido como Provincial, por entonces bajo la órbita de la Asociación Cordobesa de Fútbol.
En la temporada 1992-93 participó del Torneo del Interior, organizado por el Consejo Federal de la AFA y con ascensos a la B Nacional, accediendo a la ronda final de la Región Centro Oeste, luego de sortear dos fases de grupos.
En 2014 el predio del club quedó destruido por una inundación.

### Torneo Regional Federal Amateur 2021-22
En 2020 una nueva subcomisión de fútbol decidió competir a nivel nacional. Para ello contrataron a un técnico con experiencia en la categoría: Sebastián Sapito Montivero.
Fue así que participó en la Región Centro. En la primera ronda de la zona 10 se clasificó como uno de los mejores segundos, por detrás de Acción Juvenil (General Deheza) y habiendo superado a Olimpo (Laborde) y Villa Plomo, de Serrano.
En la segunda ronda se enfrentó a Toro Club, de Coronel Moldes, al que venció de local y visitante, por 2 a 1 y 4 a 3, respectivamente.
En la tercera ronda se enfrentó nuevamente a Acción Juvenil de General Deheza, perdiendo el primer encuentro por 3 a 2 de visitante. En la vuelta ganó por 1 a 0, forzando los penales, donde venció por 9 a 8.
En la cuarta ronda jugó con Sportivo 9 de Julio, de Río Tercero, venciéndolo 4 a 2 de visitante y 4 a 1 de local.
En la quinta ronda y final de la Región Centro se enfrentó a General Paz Juniors, donde luego de sendos 0 a 0, venció por penales por 6 a 5.
Esto le permitió clasificar a la Etapa final por el ascenso en un partido único jugado en estadio neutral frente al ganador de la Región Bonaerense Pampeana Norte. El 20 de febrero de 2022 en Carcarañá se enfrentó a Rivadavia (Lincoln). Luego de finalizar el encuentro 1 a 1, el ascenso se definió por tiros desde el punto penal, siendo clave su arquero Alexis la Pepa Bonet, al tapar dos disparos y posteriormente convertir el último de su equipo, dándole el histórico ascenso.

### Copa Argentina 2024
Logró la clasificación a la Copa Argentina 2024 luego de llegar a Cuartos de final del Torneo Federal A, disputando por primera vez en su historia una Copa Nacional del fútbol argentino, enfrentando al campeón defensor Estudiantes de La Plata, en el partido inaugural de la edición, donde caería derrotado por 3 tantos contra 0.

### Copa Argentina 2025
Logró la clasificación al certamen tras quedar 4° en el Grupo A de la segunda fase del Federal A. En esta edición de la copa nacional también jugó el partido inaugural. Esta vez, en cancha de Colón, jugó contra Boca Juniors perdiendo por 5 tantos contra 0.

## Instalaciones
Sede social: se encuentra en la calle Entre Ríos 1741. 
Complejo deportivo: ubicado en la calle Formosa, con una superficie de 13 hectáreas.
- Dos canchas de pádel.
- Tres canchas de Tenis.
- Gimnasio.
- Gimnasio cubierto multidisciplinario y para eventos.

## Infraestructura

### Primeros estadios
Su primera cancha estuvo ubicada en el barrio Centro, a metros de la plaza central.
En el año 1930 se mudó al barrio Gobatto, luego de adquirir un terreno de 12.500 m, donde construyó su campo de deportes. Allí compitió desde 1930 a 1984 en la liga Beccar Varela, donde consiguió un título en 1969.

### Estadio actual
Luego vendría un crecimiento de la población y por ende de la institución que requería un cambio de escenario.
En agosto de 1980, el club compró un predio de 6 hectáreas donde trasladó su complejo deportivo. El 12 de octubre de 1984, bajo la presidencia de Modesto Marrone, se empezó a construir en ese lugar el nuevo estadio, que fue inaugurado el 20 de junio de 1986. Allí, el club se consagró campeón nueve veces de la liga Beccar Varela (en 1991, 1993, 1996, 2006, Apertura 2015, Clausura 2016, Apertura 2017, Apertura 2019 y Apertura 2022), una vez del Provincial, en 1992, y una vez en el Torneo Regional Federal Amateur, en la temporada 2021-22.
Con una capacidad de 5500 espectadores, recibió el nombre de Modesto Marrone el 18 de octubre de 2021.

## Presidentes
| N.°  | Presidente                                      | Mandatos    |
| ---- | ----------------------------------------------- | ----------- |
| 1.°  | Ramón P. Domínguez                              | 1925 - 1929 |
| 2.°  | Ramón P. Domínguez - Juan B. Bonetto            | 1929 - 1931 |
| 3.°  | Ángel J. Negrini                                | 1931 - 1933 |
| 4.°  | Juan B. Bonetto                                 | 1933 - 1936 |
| 5.°  | Andrés Bonapache - Juan B. Bonetto              | 1936 - 1938 |
| 6.°  | Carlos Dutto - Juan B. Bonetto                  | 1938 - 1939 |
| 7.°  | Antonio Dalmagro - Pedro Blanco                 | 1939 - 1941 |
| 8.°  | Antonio Dalmagro – Carlos García – Pedro Blanco | 1941 - 1944 |
| 9.°  | Antonio Dalmagro                                | 1944 - 1945 |
| 10.° | Carlos Biga – Raymundo Sánchez                  | 1945 - 1946 |
| 11.° | Emery Somoza - Juan B. Bonetto                  | 1946 - 1947 |
| 12.° | Juan B. Bonetto                                 | 1947 - 1949 |
| 13.° | Manuel J. Cano                                  | 1949 - 1954 |
| 14.° | Antonio Dalmagro                                | 1954 - 1964 |
| 15.° | Juan C. Negrini                                 | 1964 - 1968 |
| 16.° | Antonio R. Labarre                              | 1968 - 1969 |
| 17.° | Ángel N. Biga                                   | 1969 - 1970 |
| 18.° | José N. Marroni                                 | 1971 - 1973 |
| 19.° | Luis O. Ciciliani                               | 1974 - 1975 |
| 20.° | Modesto Marrone                                 | 1976 - 1995 |
| 21.° | Pedro A. Piatti                                 | 1995 - 2003 |
| 22.° | Daniel Giorgi                                   | 2003 - 2006 |
| 23.° | Julio Acevedo                                   | 2006 - 2009 |
| 24.° | Mirta Videira                                   | 2009 - 2010 |
| 25.° | Claudio Nebbia                                  | 2010 - 2012 |
| 26.° | Walter Dardano                                  | 2012 - 2015 |
| 27.° | José A. García                                  | 2015 - 2022 |
| 28.° | Claudio Nebbia                                  | 2022 - act  |

### Comisión directiva
| [[Archivo:\|link=\|22px\|Icono]]Comisión directiva |
| |
| - Presidente: Claudio Nebbia - Vicepresidente: Daniel Giorgi - Secretario: Carlos H. Ortolani - Pro Secretario Miriam Mondino - Tesorero Fernando Aureli - Pro Tesorero Fabián Minetti - Vocal Titular 1.º: Gianfranco Nebbia - Vocal Titular 2.º: Mauricio Menna - Vocal Titular 3.º: Nadia Menna - Vocal Suplente 1.º: Verónica Monsalvo - Vocal Suplente 2.º: Guillermo Vottero - Vocal Suplente 3.º: Paola Muñoz - Revisor de Cuentas 1.º: José A. García - Revisor de Cuentas 2.º: Horacio Menna - Revisor de Cuentas 3.º: Melina Ímola - Revisor de Cuentas 4.º: Leonel Brandoni |
| |

## Entrenadores
- Esta lista solo incluye a entrenadores del Club Deportivo Argentino en torneos oficiales de AFA.

| N.° | Entrenador          | Período     | Categoría        |
| --- | ------------------- | ----------- | ---------------- |
| 1.° | Julio Baggini       | 1992 - 1993 | Tercera          |
| 2.° | Sebastián Montivero | 2021 - 2022 | Cuarta - Tercera |
| 3.° | Carlos Mazzola      | 2022 - act  | Tercera          |

## Datos del club
Total de temporadas en AFA: 6
- Temporadas en primera división: 0
- Temporadas en segunda división: 0
- Temporadas en tercera división: 5
  - Torneo del Interior: 1 (1992-93)
  - Torneo Federal A: 4 (2022 - 2025)
  - Mejor ubicación en tercera división: Cuartos de final (2023, 2024)
  - Peor ubicación en tercera división: 9.° Zona A (2022)
  - Ubicación en la tabla histórica de tercera división: 83.°
  - Máxima goleada a favor en tercera división: Argentino 4-0 Huracán (LH) (2023) 
 Argentino 4-0 Cipolletti (2023)
  - Máxima goleada en contra en tercera división: Argentino 1-5 Unión Santiago (1992-93)
- Temporadas en cuarta división: 1
  - Torneo Regional Federal Amateur: 1 (2021-22)
  - Mejor ubicación en cuarta división: 1.° (2021-22)
  - Máxima goleada a favor en cuarta división: Argentino 4-1 9 de Julio (RT) (2021-22)
- Participaciones en Copas nacionales: 2
  - Copa Argentina: 2 (2024 - 2025)
  - Mejor ubicación en Copa Argentina: Treintaidosavos de final (dos veces)
  - Máxima goleada en contra en Copa Argentina: Argentino 0-5 Boca Juniors (2025)

### Participaciones en torneos y copas nacionales
| Campeonatos Nacionales                  | Campeonatos Nacionales | Campeonatos Nacionales | Campeonatos Nacionales | Campeonatos Nacionales | Campeonatos Nacionales | Campeonatos Nacionales | Campeonatos Nacionales | Campeonatos Nacionales |
| Torneo                                  | Posición               | PJ                     | PG                     | PE                     | PP                     | GF                     | GC                     | DG                     |
| --------------------------------------- | ---------------------- | ---------------------- | ---------------------- | ---------------------- | ---------------------- | ---------------------- | ---------------------- | ---------------------- |
| Torneo del Interior 1992-93             | 4.º Fase final         | 16                     | 4                      | 6                      | 6                      | 23                     | 30                     | -7                     |
| Torneo Regional Federal Amateur 2021-22 | Ascenso                | 15                     | 8                      | 4                      | 3                      | 24                     | 13                     | 11                     |
| Torneo Federal A 2022                   | Etapa clasificatoria   | 32                     | 10                     | 10                     | 12                     | 29                     | 34                     | -5                     |
| Torneo Federal A 2023                   | Cuartos de final       | 34                     | 16                     | 14                     | 4                      | 58                     | 28                     | 30                     |
| Torneo Federal A 2024                   | Cuartos de final       | 36                     | 15                     | 8                      | 8                      | 37                     | 26                     | 11                     |
| Total                                   | —                      | 133                    | 53                     | 42                     | 33                     | 171                    | 131                    | 40                     |

     Campeón.
     Subcampeón.
     Ascenso.
     Descenso.
| Copas Nacionales    | Copas Nacionales         | Copas Nacionales | Copas Nacionales | Copas Nacionales | Copas Nacionales | Copas Nacionales | Copas Nacionales | Copas Nacionales |
| Edición             | Ronda                    | PJ               | PG               | PE               | PP               | GF               | GC               | DG               |
| ------------------- | ------------------------ | ---------------- | ---------------- | ---------------- | ---------------- | ---------------- | ---------------- | ---------------- |
| Copa Argentina 2024 | Treintaidosavos de final | 1                | 0                | 0                | 1                | 0                | 3                | -3               |
| Copa Argentina 2025 | Treintaidosavos de final | 1                | 0                | 0                | 1                | 0                | 5                | -5               |
| Total               | —                        | 2                | 0                | 0                | 2                | 0                | 8                | -8               |

### Total de partidos oficiales
| Total de partidos en Torneos Nacionales | Total de partidos en Torneos Nacionales | Total de partidos en Torneos Nacionales | Total de partidos en Torneos Nacionales | Total de partidos en Torneos Nacionales | Total de partidos en Torneos Nacionales | Total de partidos en Torneos Nacionales | Total de partidos en Torneos Nacionales | Total de partidos en Torneos Nacionales |
| Competición                             | PJ                                      | PG                                      | PE                                      | PP                                      | GF                                      | GC                                      | DG                                      | Mejor resultado                         |
| --------------------------------------- | --------------------------------------- | --------------------------------------- | --------------------------------------- | --------------------------------------- | --------------------------------------- | --------------------------------------- | --------------------------------------- | --------------------------------------- |
| Tercera división                        | 118                                     | 45                                      | 38                                      | 30                                      | 147                                     | 118                                     | 29                                      | Cuartos de final                        |
| Cuarta división                         | 15                                      | 8                                       | 4                                       | 3                                       | 24                                      | 13                                      | 11                                      | Campeón                                 |
| Copa Argentina                          | 2                                       | 0                                       | 0                                       | 2                                       | 0                                       | 8                                       | -8                                      | Treintaidosavos de final                |
| Total                                   | 135                                     | 53                                      | 42                                      | 35                                      | 171                                     | 139                                     | 32                                      | 1 título                                |

### Ascensos y descensos
- 1992-93 - Clasificación al Torneo del Interior.
- 1993 - Retorno a liga de origen (Liga Beccar Varela).
- 2021-22 - Clasificación al Torneo Regional Federal Amateur.
- 2022 - Ascenso al Torneo Federal A.

## Palmarés
| Torneos Nacionales                                  | Torneos Nacionales | Torneos Nacionales                                                             |
| Competición                                         | Títulos | Subcampeonatos                                                                 |
| Cuarta División                                     | Cuarta División | Cuarta División                                                                |
| --------------------------------------------------- | --- | ------------------------------------------------------------------------------ |
| Torneo Regional Federal Amateur (1/0)               | 2021-22. |                                                                                |
| Torneos Provinciales                                | |                                                                                |
| Competición                                         | Títulos | Subcampeonatos                                                                 |
| Provincial (1/0)                                    | 1992. |                                                                                |
| Torneos Regionales                                  | |                                                                                |
| Competición                                         | Títulos | Subcampeonatos                                                                 |
| Liga Regional de Fútbol Adrián Beccar Varela (12/7) | 1969, Apertura 1990, 1991, 1993, 1996, 2006, Apertura 2015, Clausura 2016, Apertura 2017, Apertura 2019, Apertura 2022 y Apertura 2023. | 1970, 1988, 2002, Clausura 2013, Apertura 2016, Apertura 2018 y Clausura 2019. |

## Otras actividades
- Básquet
- Vóley
- Tenis
- Gimnasia Artística
- Patín